# Porte de Landau
La porte de Landau est un monument historique situé à Lauterbourg, dans le département français du Bas-Rhin.

## Localisation
Ce bâtiment est situé rue Vauban à Lauterbourg.

## Historique
L'édifice, élevé durant le premier quart du 18ème siècle,  fait l'objet d'une inscription au titre des monuments historiques depuis 1932.

## Architecture

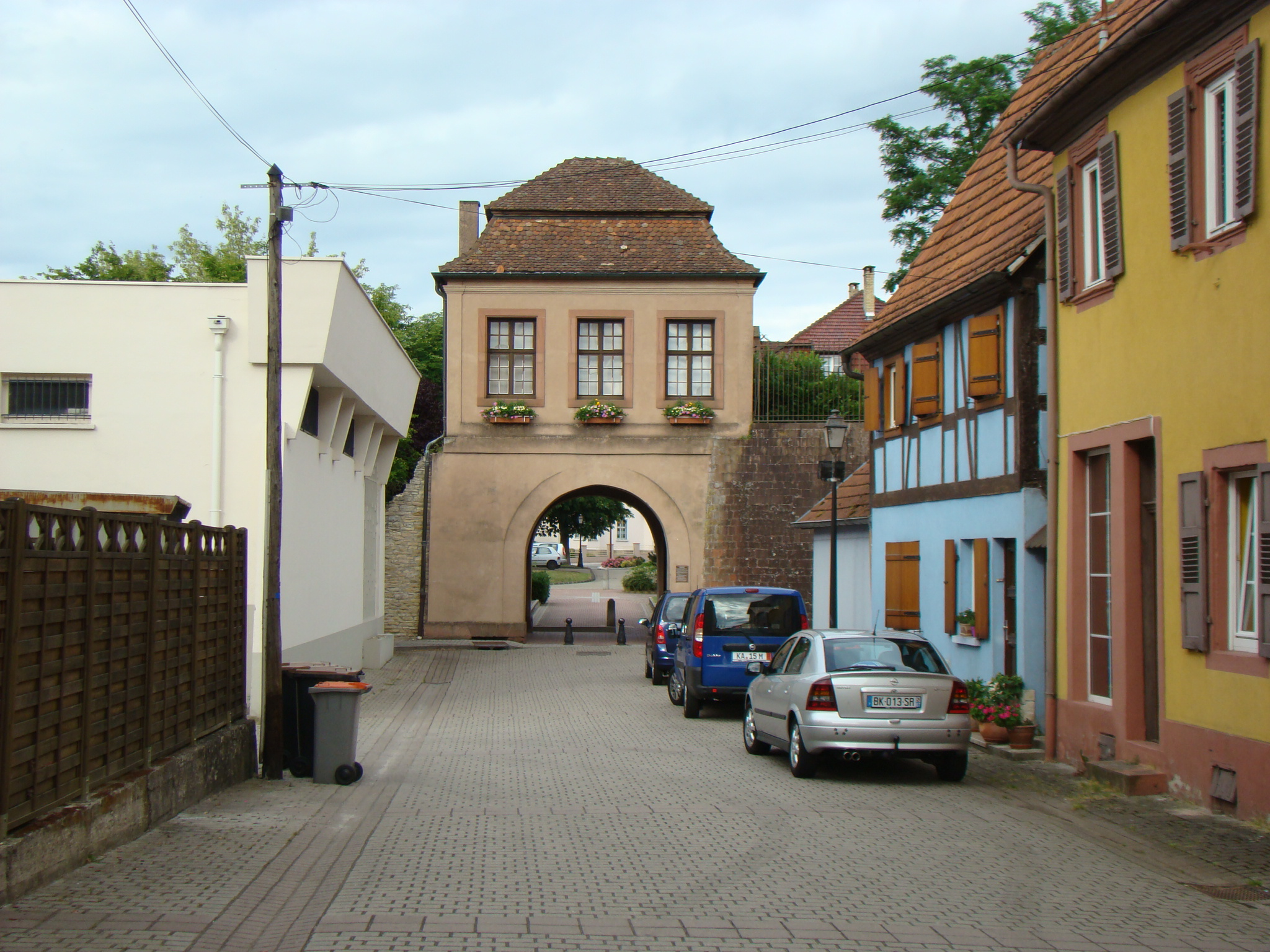
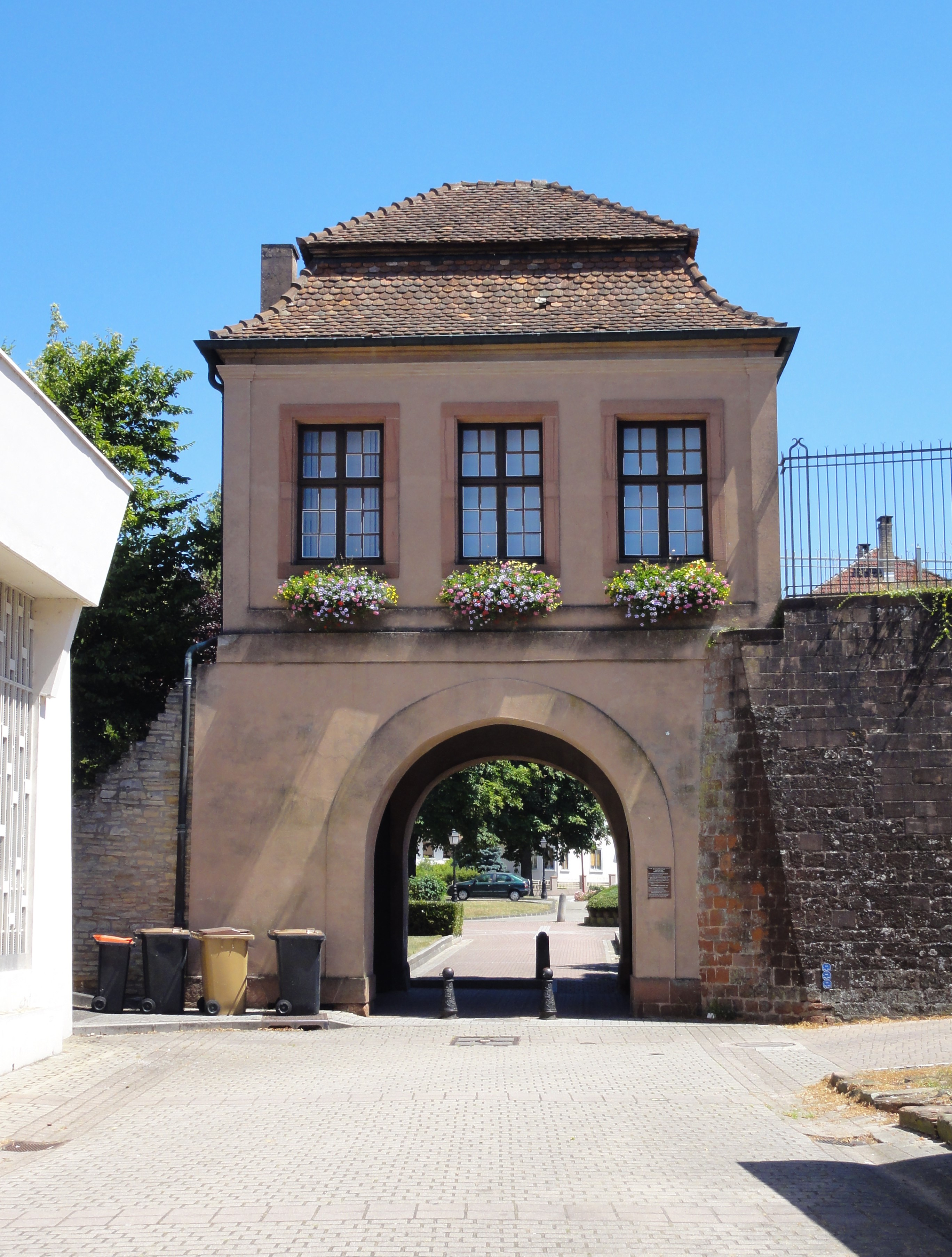
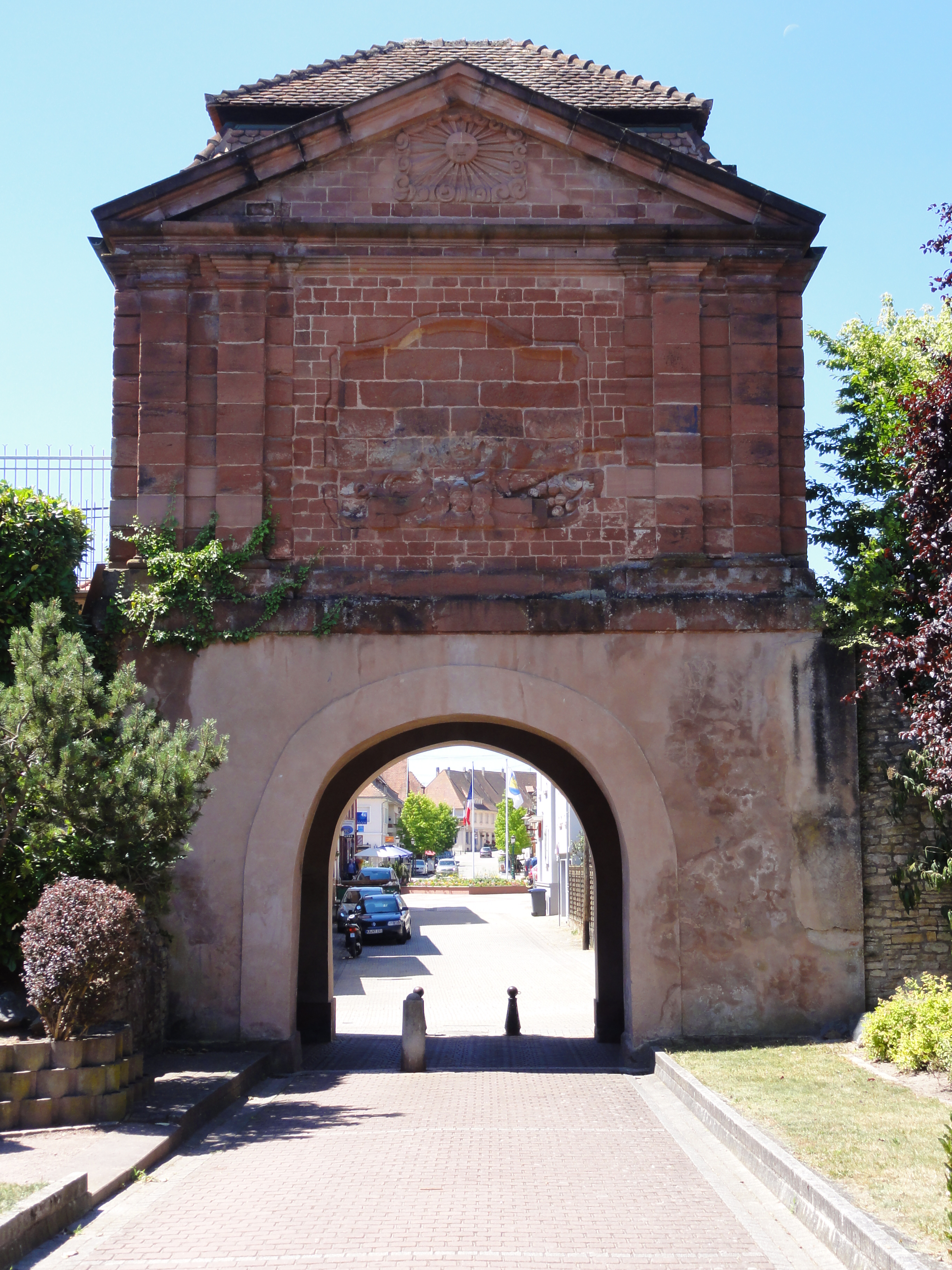
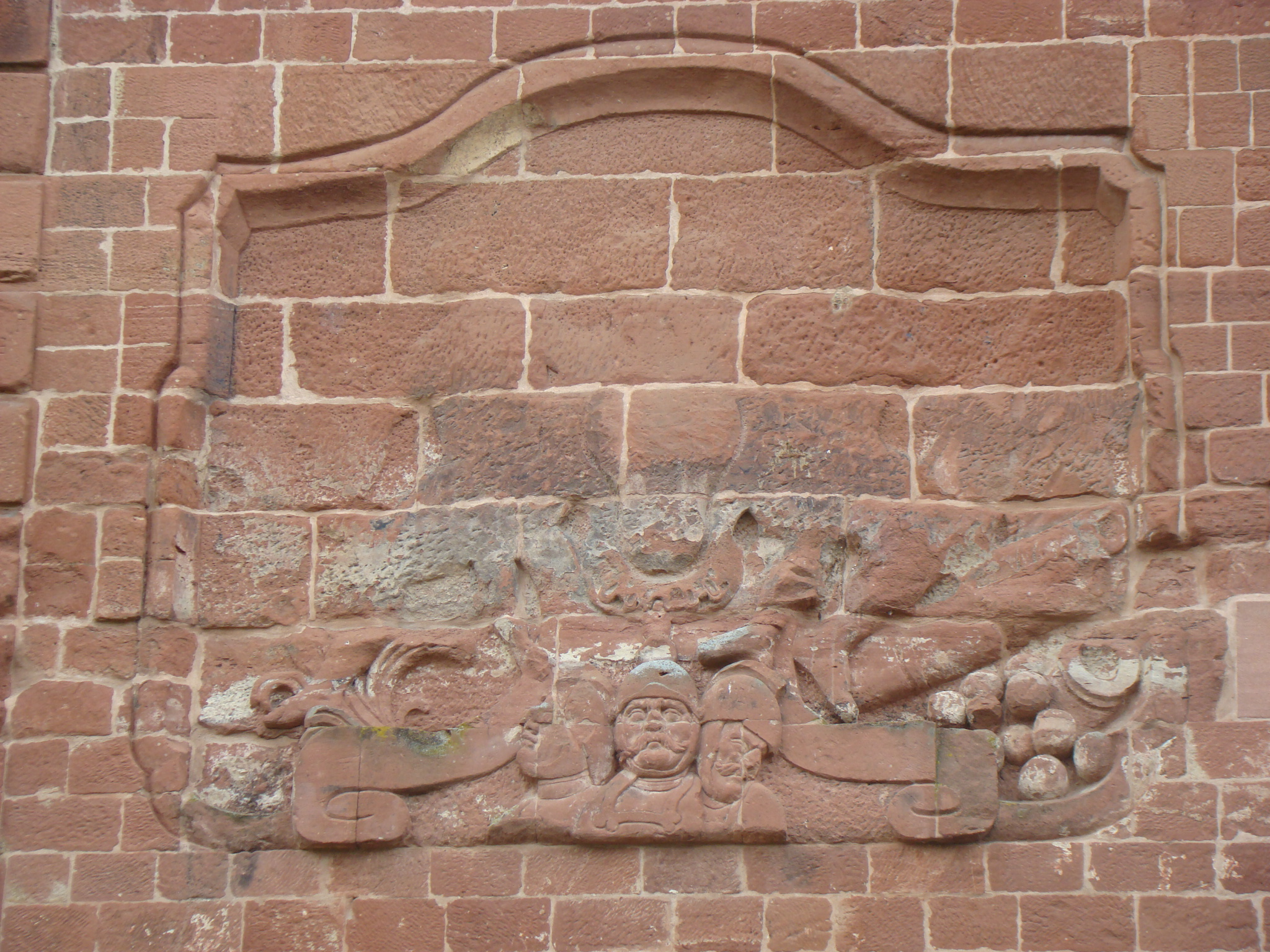